# به گورت تف می‌کنم (فیلم ۱۹۷۸)
به گورت تف می‌کنم (I Spit on Your Grave) که نام آن در اصل روز زن (Day of the Woman) بود، فیلمی در ژانر تجاوز و انتقام محصول سال ۱۹۷۸ کانادا است.

## داستان
فیلم داستان یک روزنامه‌نگار زن را روایت می‌کند که از سوی ۴ مرد غریبه مورد تجاوز قرار می‌گیرد و با نقشه‌هایی حساب‌شده از آن‌ها انتقام می‌گیرد.

## انتقادات از فیلم
به گورت تف می‌کنم به‌خاطر صحنه‌های تجاوز دسته‌جمعی و خشونت بیش از اندازه نقدهای منفی بسیاری از منتقدان سینما دریافت کرده‌است. کارگردان این فیلم مئیر زارکی است و کامیل کیتون (نوهٔ باستر کیتون) نقش اول فیلم (جنیفر هیلز) را بازی می‌کند.

## بازسازی
نسخهٔ بازسازی‌شدهٔ این فیلم با همین عنوان در ۸ا کتبر ۲۰۱۰ به کارگردانی استیون مونروی در کشور آمریکا منتشر شد.